# Neopilumnoplax
Neopilumnoplax is een geslacht van kreeftachtigen uit de klasse van de Malacostraca (hogere kreeftachtigen).

## Soorten
- Neopilumnoplax americana (Rathbun, 1898)
- Neopilumnoplax gervaini Tavares & Guinot, 1996
- Neopilumnoplax heterochir (Studer, 1883)
- Neopilumnoplax incerta (Cano, 1889)
- Neopilumnoplax lipkeholthuisi Tavares & Melo, 2010
- Neopilumnoplax nieli Ahyong, 2008
- Neopilumnoplax sinclairi (Alcock & Anderson, 1899)